# Deuterophysa coniferalis
Deuterophysa coniferalis là một loài bướm đêm trong họ Crambidae.